# Gabily
Gabriela Batista (São João de Meriti, 30 de outubro de 1995), mais conhecida pelo seu nome artístico Gabily, é uma cantora e compositora brasileira.

## Biografia
Gabily nasceu no Parque Araruama, no Rio de Janeiro, Brasil, em 30 de outubro de 1995. Ela é filha de missionária evangélica e, por isso, cantava na igreja e lançou um álbum gospel na infância. Para o Mundo Pop, Gabily revelou que o fato de ser filha de pais evangélicos não trouxe complicações a ela: "Meus pais me apoiaram demais, assim como os meus amigos. Para eles, continuo sendo a Gabriela, o meu trabalho não tem a ver com a minha religiosidade, que continua a mesma, indo à igreja e tudo o mais".
Dos 16 aos 21 anos, Gabily trabalhou em um banco, e, nesse período, cursou três semestres do curso universitário de Gestão Financeira na Unigranrio. Em seu aniversário de 18 anos, Gabily foi convidada a subir no palco de um show do grupo de pagode Tá Na Mente para cantar. Para o jornal carioca O Dia, ela contou como tudo ocorreu: "E eles chamam os aniversariantes para cantar no palco. Cantei ‘O que Passou, Passou’ com eles e me passou um filme na cabeça. Pensei: é o que eu quero da vida". Sua participação no concerto foi gravada e publicada no Youtube. O vídeo viralizou e ela começou a ser contratada para shows. Com isso, ela saiu da faculdade – e do emprego.
A sua participação no concerto foi gravada e publicaram no YouTube. O vídeo viralizou e ela começou a ser contratada para shows. Com isso, ela saiu da faculdade — e do emprego. O produtor Umberto Tavares, conhecido por ter trabalhado com Kelly Key, Ludmilla e Anitta, viu um vídeo de Gabily na Internet e a chamou para gravar com ele. Em entrevista para o portal POPline, ela conta que "ele queria uma menina que cumprisse a função que a Anitta tinha deixado vaga no funk, quando migrou pro pop. Mas, depois, ele viu que ela não era para o funk, que ela cantava mesmo, tinha voz aguda".

## Carreira

### 2015-2017: Início e Deixa Rolar
Em 2015, a cantora lançou sua primeira canção, o single promocional "Não Enrola". Uma outra canção de Gabily, "Não Vou Desistir", foi liberada no SoundCloud. Em 28 de agosto de 2015, Gabily participou do single "Avisa Ao Baile", do DJ Tubarão, que faz parte da trilha sonora do filme Um Suburbano Sortudo. Em 1 de julho de 2016, Gabily assinou com a Universal Music Brasil, mesma gravadora de artistas como Ivete Sangalo e Joelma. O clipe de "Vale Tudo" foi republicado em 29 de julho de 2016. Em 27 de outubro, Gabily e o cantor Micael lançam o clipe de "Deixa Rolar", que foi indicado ao Melhores do Ano da Rádio FM O Dia na categoria de "Melhor Clipe". A canção alcançou a primeira posição das rádios de Salvador e do Rio de Janeiro. O primeiro EP de Gabily, Deixa Rolar, foi lançado em 4 de novembro de 2016.
Gabily iniciou o ano de 2017 lançando o single "Você Gosta Assim" em parceria com Ludmilla, que atingiu o 19º lugar da Billboard Pop Airplay e o 88º lugar da Billboard Hot 100 Airplay. As duas cantoras performaram a faixa no Encontro com Fátima Bernardes, programa de televisão brasileiro produzido e exibido pela TV Globo. Para finalizar a divulgação do EP Deixa Rolar, em maio de 2017, Gabily lança o clipe de "Agora Tô Solteira", música que ainda conta com MC Maneirinho. No dia 14 de junho, ela iniciou a sua primeira turnê, Quem Dá as Cartas Sou Eu, na extinta casa de shows Barra Music, no Rio de Janeiro. Em 15 de setembro, a cantora publicou em seu canal no YouTube o clipe de "Cansei De Ser Fiel". Em outubro, Gabily participou de "Eu Quero Ver", single do grupo de DJs The Funk, e disponibilizou o clipe das canções "Se Liga" em parceria com Lucas & Orelha e "Entra Na Dança".

### 2018-2019: Singles soltos e parcerias promocionais
No dia 27 de abril de 2018, Gabily lançou o single e o clipe de "Toma", com a participação de MC WM. A música tem composição de Umberto Tavares e Jeferson Júnior, com produção musical de Umberto Tavares e Mãozinha. Com apenas dois dias de lançamento, o vídeo ultrapassou um milhão de visualizações no YouTube. Em 13 de julho, foi lançado o clipe de "Foi Tão Bom, canção de Lippe em parceria com Gabily. No dia 8 de agosto, lançou o single "Pega Pega" com Nego do Borel. A música atingiu a primeira posição das músicas funk mais tocadas nas rádios do interior do Rio de Janeiro, de Triângulo, de Zona da Mata, de Salvador, de Fortaleza e da Serra Gaúcha, e se tornou a 43ª música que mais dominou as rádios pop brasileiras em 2018.
Em 8 de fevereiro de 2019, como sua aposta para o Carnaval, o produtor Rick Joe se juntou à Gabily e MC Rebecca em "Revezamento". O clipe da música foi gravado no Arco do Teles, local turístico e histórico da cidade do Rio de Janeiro. No dia 19 de julho, saiu o clipe de "Cara Quente" no canal oficial de Gabily no YouTube. O vídeo foi gravado durante dez horas na comunidade Tavares Bastos, no Catete, no Rio de Janeiro, e tem direção de Isabelle Lopes. Ela ainda colaborou com Luanna em "Neblina"; o lançamento da canção ocorreu em 30 de agosto. No dia 27 de setembro, saiu a parceria de Gabily com Clau e Xamã, intitulada "Rabetão". No final de 2019, ela lançou "Meu Ex", com a colaboração de 2F, e publicou um vídeo coreografia de "Jogadão", seu single com FP do Trem Bala.

### 2020-presente: Putaria Clássica e Eternos Clássicos
Em 10 de janeiro de 2020, o clipe de "Jogadão", aposta de Gabily para o verão brasileiro, é disponibilizado. A música foi composta por Gabily, Jefferson Junior e Umberto Tavares. Na letra, ela interpreta uma mulher que esnoba o ex depois de um clima romântico, numa noite de festa. Em fevereiro, lançou "Missão Dada", o seu primeiro single do gênero brega funk, com a participação do JS O Mão de Ouro. O clipe foi publicado no mesmo dia de lançamento da canção. O vídeo gravado na comunidade da Rocinha, no Rio de Janeiro, sob a direção de Rômulo Menescal e Vinícius Olivo. No dia 8 de março, ela participou do documentário Princesas do Funk, do Canal BIS, que retrata a relação do funk com o empoderamento feminino. No mesmo mês, participou de "Sextou", música do cantor Balbuena.
Gabily lançou o terceiro EP da carreira da brasileira, Putaria Clássica, em abril. O projeto três versões de músicas já conhecidas e uma faixa inédita, intitulada de "Chama a Polícia", que foi eleita como single de trabalho do projeto. Ainda no mesmo mês, foram liberadas as canções "Audaciosa E Louca", com Guga Mendes, "Vai Danada", de PK com a participação dela e da cantora estadunidense Becky G, e "Movimento De Gostosa", de DJ Shark. Em maio, saiu o EP Putaria Clássica 2; a música "Abre A Firma" foi escolhida como single do projeto. Para fechar o mês de maio, a cantora lançou com a DJ Bárbara Labres o single "Quer Saber por Quê?", com a participação de MC Rebecca, e um EP de remixes de "Chama a Polícia".
Em 26 de junho, ela lançou uma nova versão da música "Abre a Firma", uma parceria com PK Delas. No mês de julho, Gabily apareceu como artista convidada em "Sou a Barbie Girl", faixa de Do Jeito Delas, álbum de Kelly Key. A música é uma regravação do sucesso homônimo de Kelly. Ela ainda participou de uma versão brega funk de "Chama A Polícia", de WR No Beat e Mc Neto, e lançou "Por Ele", com participação de Jon Jon. No dia 10 de setembro, saiu o seu primeiro álbum de estúdio, o Eternos Clássicos. O projeto teve como objetivo revisitar duas décadas do funk carioca que se disseminou em escala nacional. Em setembro e outubro, lançou "Conflito", com participação de MC G15, e "Fumaça", com participação de Luck Muzik. No mês de novembro, Gabily disponibilizou "Meu Jeito", com MC Ingryd, e "Treme", com Duda Rosa e a participação de JS o Mão de Ouro.
Em 2021, Gabily foi confirmada como uma das participantes do reality show De Férias com o Ex Brasil Celebs 2, da MTV Brasil.

## Prêmios e indicações
| Ano  | Prêmio                       | Categoria        | Indicação                                         | Resultado | Ref.   |
| ---- | ---------------------------- | ---------------- | ------------------------------------------------- | --------- | ------ |
| 2021 | MTV Millennial Awards Brasil | Coreô Envolvente | "Bilhete Premiado" (com Kevin o Chris e MC Kevin) | Indicado  | [ 49 ] |

## Discografia

### Álbuns de estúdio
| Álbum             | Detalhes |
| ----------------- | --- |
| Eternos Clássicos | - Lançamento: 10 de setembro de 2020 - Formato(s): Download digital, streaming - Gravadora: Universal Music Brasil |

### Extented plays (EPs)
| Álbum                   | Detalhes |
| ----------------------- | --- |
| Deixa Rolar             | - Lançamento: 4 de novembro de 2016 - Formato(s): Download digital, streaming - Gravadora: Universal Music Brasil  |
| Remixes                 | - Lançamento: 18 de novembro de 2016 - Formato(s): Download digital, streaming - Gravadora: Universal Music Brasil |
| Putaria Clássica        | - Lançamento: 9 de abril de 2020 - Formato(s): Download digital, streaming - Gravadora: Universal Music Brasil     |
| Putaria Clássica 2      | - Lançamento: 1 de maio de 2020 - Formato(s): Download digital, streaming - Gravadora: Universal Music Brasil      |
| Chama a Polícia (Remix) | - Lançamento: 22 de maio de 2020 - Formato(s): Download digital, streaming - Gravadora: Universal Music Brasil     |

### Singles

#### Como artista principal
| Ano                                                                            | Canção                                                       | Melhores posições | Álbum                       |
| Ano                                                                            | Canção                                                       | BRA               | Álbum                       |
| ------------------------------------------------------------------------------ | ------------------------------------------------------------ | ----------------- | --------------------------- |
| 2016                                                                           | "Vale Tudo"                                                  | —                 | Deixa Rolar EP              |
| 2016                                                                           | "Deixa Rolar" (part. Micael Borges)                          | 94                | Deixa Rolar EP              |
| 2017                                                                           | "Você Gosta Assim" (part. Ludmilla)                          | 88                | Adicionado a nenhum álbum   |
| 2017                                                                           | "Agora Tô Solteira" (part. MC Maneirinho)                    | —                 | Deixa Rolar EP              |
| 2017                                                                           | "Cansei de Ser Fiel"                                         | —                 | Adicionado a nenhum álbum   |
| 2017                                                                           | "Se Liga" (part. Lucas & Orelha)                             | —                 | Adicionado a nenhum álbum   |
| 2017                                                                           | "Entra Na Dança"                                             | —                 | Adicionado a nenhum álbum   |
| 2018                                                                           | "Toma" (part. MC WM)                                         | —                 | Adicionado a nenhum álbum   |
| 2018                                                                           | "Pega Pega" (com Nego do Borel)                              | 66                | Adicionado a nenhum álbum   |
| 2019                                                                           | "Revezamento" (com Rick Joe e MC Rebecca)                    | —                 | Adicionado a nenhum álbum   |
| 2019                                                                           | "Cara Quente" (com DJ Pelé)                                  | —                 | Adicionado a nenhum álbum   |
| 2019                                                                           | "Rabetão" (com Xamã, part. Clau)                             | —                 | Adicionado a nenhum álbum   |
| 2019                                                                           | "Meu Ex" (com DJ 2F)                                         | —                 | Adicionado a nenhum álbum   |
| 2020                                                                           | "Jogadão" (com FP do Trem Bala)                              | —                 | Adicionado a nenhum álbum   |
| 2020                                                                           | "Missão Dada" (com JS o Mão de Ouro)                         | —                 | Adicionado a nenhum álbum   |
| 2020                                                                           | "Audaciosa E Louca" (com Guga Mendes)                        | —                 | Pra Não Desgrudar (Ao Vivo) |
| 2020                                                                           | "Chama A Polícia"                                            | —                 | Putaria Clássica            |
| 2020                                                                           | "Movimento De Gostosa" (com DJ Shark)                        | —                 | Adicionado a nenhum álbum   |
| 2020                                                                           | "Abre A Firma"                                               | —                 | Putaria Clássica 2          |
| 2020                                                                           | "Quer Saber Por Quê?" (com Bárbara Labres, part. MC Rebecca) | —                 | Adicionado a nenhum álbum   |
| 2020                                                                           | "Abre A Firma (Remix Acústico)" (com PK Delas)               | —                 | Adicionado a nenhum álbum   |
| 2020                                                                           | "Por Ele" (com Jon Jon)                                      | —                 | Adicionado a nenhum álbum   |
| 2020                                                                           | "Conflito" (com MC G15)                                      | —                 | Adicionado a nenhum álbum   |
| 2020                                                                           | "Fumaça" (com Luck Muzik)                                    | —                 | Adicionado a nenhum álbum   |
| 2020                                                                           | "Meu Jeito" (com MC Ingryd)                                  | —                 | Adicionado a nenhum álbum   |
| 2020                                                                           | "Treme" (com Duda Rosa, part. JS o Mão de Ouro)              | —                 | Adicionado a nenhum álbum   |
| 2021                                                                           | "Como É Bom Te Ver Sentar" (com Dienis)                      | —                 | Adicionado a nenhum álbum   |
| 2021                                                                           | "Pontinho Indecente" (com Bianca e MC Rebecca)               | —                 | Adicionado a nenhum álbum   |
| "—" denota títulos que não entraram nas paradas ou não foram lançados no país. |                                                              |                   |                             |

#### Como artista convidada
| Ano  | Canção                                                                    | Álbum                     |
| ---- | ------------------------------------------------------------------------- | ------------------------- |
| 2015 | "Avisa Ao Baile" (DJ Tubarão part. Gabily)                                | Faz a Festa Funk          |
| 2017 | "Eu Quero Ver" (The Funk! part. Gabily)                                   | Adicionado a nenhum álbum |
| 2018 | "Foi Tão Bom" (Lippe part. Gabily)                                        | Tirando A Blusa - EP      |
| 2019 | "Neblina" (Luanna part. Gabily)                                           | Adicionado a nenhum álbum |
| 2020 | "Sextou" (Balbuena part. Gabily e Farinelli)                              | Adicionado a nenhum álbum |
| 2020 | "Vai Danada" (PK part. Becky G e Gabily)                                  | Adicionado a nenhum álbum |
| 2020 | "Chama A Polícia (Versão Brega Funk)" (WR No Beat e MC Neto part. Gabily) | Adicionado a nenhum álbum |

#### Singlespromocionais
| Ano  | Canção       | Álbum       |
| ---- | ------------ | ----------- |
| 2015 | "Não Enrola" | Deixa Rolar |

### Outras aparições
| Ano  | Canção                                       | Álbum          |
| ---- | -------------------------------------------- | -------------- |
| 2020 | "Sou a Barbie Girl" (Kelly Key part. Gabily) | Do Jeito Delas |

## Filmografia

### Televisão
| Ano  | Título                    | Papel        | Ref.        |
| ---- | ------------------------- | ------------ | ----------- |
| 2021 | De Férias com o Ex Brasil | Participante | Temporada 7 |

## Turnês
- Turnê Deixa Rolar (2016-2017)
- Quem Dá as Cartas Sou Eu (2017-2018)